# Município de Eastatoe (condado de Transilvania, Carolina do Norte)
O município de Eastatoe (em inglês: Eastatoe Township) é um localização localizado no  condado de Transilvania no estado estadounidense da Carolina do Norte. No ano 2010 tinha uma população de 2.989 habitantes.

## Geografia
O município de Eastatoe encontra-se localizado nas coordenadas 35° 07′ 29,39″ N, 82° 49′ 26,48″ O.